# Кошта (Нелазское сельское поселение)
Кошта — населённый пункт и железнодорожная станция в Череповецком районе Вологодской области.
Железнодорожная станция Кошта входит в состав Нелазского сельского поселения, с точки зрения административно-территориального деления — в Нелазский сельсовет.
Расстояние по автодороге до районного центра Череповца — 40 км, до центра муниципального образования Шулмы — 16 км.
По данным переписи в 2002 году постоянного населения не было.
Поселение возникло при строительстве железнодорожной станции Кошта.